# Molotov (banda)
Molotov es una banda mexicana de rock que fusiona punk y rap rock; formada en 1995 en la Ciudad de México y conformada por Micky Huidobro, Tito Fuentes, Randy Ebright y Paco Ayala. 
Su primer álbum, ¿Dónde jugarán las niñas? (1997), registró más de un millón de copias vendidas. Fue señalado como uno de los mejores álbumes en 1997 por varios medios estadounidenses, país en el que compararon a la música del cuarteto con otras bandas ya establecidas como Beastie Boys, Rage Against the Machine y Red Hot Chili Peppers. La mayoría de las canciones del grupo son mejor conocidas por su contenido de sátira política y crítica social hacia el gobierno mexicano y la sociedad, motivo por el cual fueron objeto de censura al principio de su trayectoria.
Su éxito les ha llevado a recorrer varias ciudades de América y de Europa. En total, ha vendido más de cuatro millones de copias de sus discos en todo el mundo. Algunos medios la califican como una de las más irreverentes en su género, aunque de «las mejores que existen del rock en español contemporáneo».

## Historia

### 1990-1997: Inicios y¿Dónde jugarán las niñas?
A comienzos de 1991, «Micky» Huidobro tocaba el bajo en La Candelaria, una banda formada ese mismo año a la que luego llegarían otros músicos como Ismael «Tito» Fuentes, Jay de la Cueva e Iván Jared Moreno «La Quesadillera», con quienes Huidobro formaría Molotov en septiembre de 1995, tras haber ganado un concurso de bandas realizado por Coca-Cola. Una vez formado el nuevo grupo, estos dos últimos dejaron la banda entre octubre de ese año y febrero de 1996, y fueron sustituidos por Randy Ebright y Paco Ayala, respectivamente.
Después de algunas presentaciones en algunas discos del Distrito Federal, y de ser teloneros de otras bandas como Héroes del Silencio, La Lupita y Cuca, un ejecutivo de la disquera Universal Music le ofreció un contrato a Molotov para grabar su primer álbum.
A principios de 1997, Molotov comenzó a grabar los temas de ¿Dónde jugarán las niñas?, álbum en cuya producción habrían de participar Gustavo Santaolalla y Aníbal Kerpel, quienes también intervinieron con la guitarra y percusión, y el teclado respectivamente. El lanzamiento del disco ocurrió en julio de ese año.
Una vez que salió a la venta el álbum, algunos críticos como el portal web Allmusic compararon a Molotov con otras agrupaciones extranjeras como Beastie Boys y Rage Against the Machine. En su reseña, Stephen Thomas Erlewine elogió el sonido distintivo del álbum, además de resaltar su portada provocativa. Sus canciones de crítica social y política del gobierno mexicano «incendiarias por naturaleza» se convirtieron en el rasgo distintivo de la banda. Algunos de los primeros temas de este tipo fueron «Gimme The Power», «Puto» y «Que no te haga bobo Jacobo». El disco obtuvo una nominación como «Mejor álbum de rock latino/alternativo» en los premios Grammy Latino de 1998. Vendió más de 400 mil copias en México entre 1997 y 1998. Hasta el año 2000, sus ventas excedían el millón de copias.
El éxito de su incursión en la industria, no obstante, se vio obstaculizado al principio por la negativa y censura de varios establecimientos comerciales para vender ¿Dónde jugarán las niñas? primordialmente por su contenido, además de estaciones de radio que se rehusaban a difundir sus temas; de manera anecdótica, esta situación fue similar a lo que experimentaron en esa época otras bandas como Plastilina Mosh, que en algún momento llegó a opinar favorablemente sobre el trabajo de Molotov. Como respuesta, los integrantes de Molotov tuvieron que salir a vender por su propia cuenta el disco en las calles de su ciudad natal. En EE. UU varias publicaciones promovieron el álbum como «uno de los mejores de 1998», entre ellas The New York Times, Chicago Tribune y Newark Star-Ledger. Pronto, Molotov comenzó a realizar presentaciones tanto en territorio estadounidense (en donde las ventas alcanzaron la certificación de disco platino), como en Chile, España y Argentina; en este último participaron en el Surco Fest Concert en octubre de 1998. Cabe añadirse que el disco fue editado y distribuido también en otros países como Alemania, Suiza, Japón, Australia e Israel.

### 1998-2006:Apocalypshit,Dance and Dense DensoyCon todo respeto

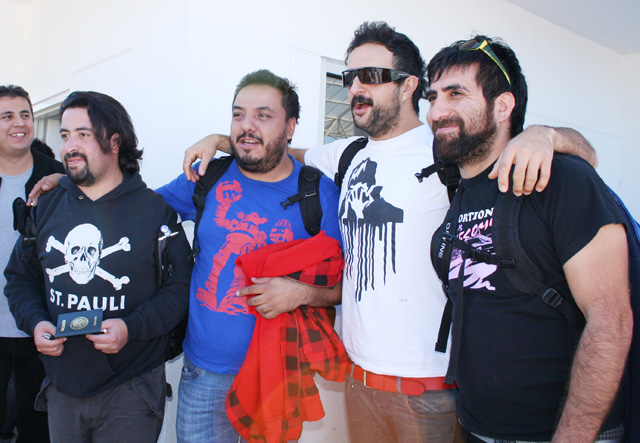
Molotov en Managua (Nicaragua), 2006

En noviembre de 1998, Molotov estrenó el compilatorio de remezclas Molomix. La producción incluye el tema «Rap, Soda y Bohemia», versión de «Bohemian Rhapsody» de la banda Queen. Al mes siguiente, la banda fue elogiada en un artículo publicado en la revista Bass Player, en donde se le consideró como «quizá la banda (poseedora) del bajo más intenso de todos los tiempos». Ese mismo año, Molotov se presentó en el escenario con otras bandas extranjeras, como fue el caso de Deftones, R.E.M. y Metallica.
En abril de 1999 Mario Caldato Jr, productor del álbum Hello Nasty de Beastie Boys, produjo el siguiente álbum de la banda denominado Apocalypshit, en el cual nuevamente participó Santaolalla. El disco salió a la venta en septiembre de ese año. John Bush, de Allmusic, lo catalogó como «una excelente aventura a través del grunge metal». Al mes siguiente, recibió doble certificación como disco de oro y de platino por sus ventas registradas en México. Su éxito internacional se vio reflejado en países como EE. UU. y Rusia. Alcanzó la posición 32 en el Top Latin Albums de ese año.
Tras una gira de dos años en que Molotov visitó distintos países tanto del continente americano como europeo, sus integrantes decidieron tomar un receso en la grabación musical en 2001. Ese año participaron no obstante en la interpretación de algunos temas para las bandas sonoras de las películas Y tu mamá también y Atlético San Pancho, así como en la de otros discos tipo homenaje a otras bandas como Los Tigres del Norte y Soda Stereo.
Entre enero y abril de 2001 Molotov volvió a los estudios de grabación para componer los temas de su siguiente álbum, Dance and Dense Denso. Su grabación comenzó en julio de ese año, y fue producido por Santaolalla y Kerpel. Antes del estreno de su tercer disco, participaron en la primera ceremonia de los premios MTV Latinoamérica, de la cadena televisiva MTV. En febrero del año siguiente, comenzó a distribuirse Dance and Dense Denso; Bush, de Allmusic, elogió el material y consideró que dada la trayectoria de Molotov esta puede ser catalogada como «una de las mejores agrupaciones de rock en español contemporáneo». Obtuvo cuatro premios en la entrega de los MTV Latinoamérica de 2003: «Vídeo del año», por el clip del tema «Frijolero»; «Mejor grupo o dúo», por encima de Café Tacuba, La Ley, Maná y La Oreja de Van Gogh; «Mejor artista alternativo» y «Mejor artista (México)». En su gira para promover este material, Molotov visitó países como Alemania, Suiza y España; en este último, se presentaron en el festival Festimad. El disco obtuvo una certificación de oro adicional para la banda en 2004, por sus ventas registradas en México.
En octubre de 2004 Molotov puso a la venta un nuevo álbum, Con todo respeto, que incluye versiones de algunos temas originalmente interpretados por Beastie Boys, Falco y Misfits (banda), entre otros artistas. Para Alex Henderson, de Allmusic, «si bien este no es el lanzamiento más esencial de Molotov, sí es parte excelente y altamente recomendable de su catálogo». Alcanzó la posición 16 del listado Rap de ese año. Al año siguiente, se puso a la venta una nueva edición especial del mismo disco, que incluyó nuevas versiones. Al igual que en los dos discos anteriores, Con todo respeto obtuvo una certificación como disco de oro en México.

### 2007-2014:Eternamiente,Desde Rusia con amoryAgua maldita
En enero de 2007, Molotov dejó entrever su desintegración ese año en un comunicado publicado en su sitio web oficial. Según Ayala y Fuentes, los motivos eran problemas económicos, cansancio y diferencias creativas. En septiembre de ese año apareció su nuevo álbum, Eternamiente, conformado de cuatro EP grabadas por cada uno de los integrantes de la banda por separado (Hasta la basura se separa, El Plan de Ayala, Sintitolo y Miss Canciones). En este material abarcaron distintos géneros, entre los cuales incluyeron el rap metal, thrash metal y hardcore punk. La gira para promover el material en Latinoamérica se llevó a cabo a manera de «conciertos del adiós» en alusión a su eventual separación.
En febrero de 2008, Huidobro reveló que Molotov no se iba a separar y que los rumores habían sido «una broma» para sus seguidores, ya que en realidad habían decidido producir los cuatro EP por separado para que «cada uno de la banda le metiera mano a su música y estuviera a su gusto». También compartió que el nombre del disco alude a la mentira que difundió Molotov sobre su supuesta desintegración. A principios del año siguiente la banda se presentó por primera vez en el Festival de Coachella, EE. UU.
En 2011 llevaron a cabo una extensa gira de dos meses por Europa denominada Don’t You Know We Are Loco? Tour, en donde visitaron países como Eslovenia, Bulgaria, Croacia, Hungría, Francia e Inglaterra. La gira continuó en septiembre por varias ciudades de EE. UU.; en su promoción por este país, algunos medios los calificaron como «la banda de rock alternativo más irreverente de la música latina», además de compararlos con la banda Red Hot Chili Peppers.
En mayo de 2012 se puso a la venta Desde Rusia con amor, un álbum en vivo acompañado de un DVD en que incluyó varios de sus temas más exitosos interpretados durante sus presentaciones en Rusia en 2010, país en el que han tenido una aceptación sin precedentes. La producción obtuvo la certificación de disco de oro en México. Ayala comentó al respecto: «El mensaje de nuestras canciones quizá también ha ayudado a que ciertos temas parezcan música referencial. Sabemos que nuestras canciones han sido adoptadas en otros países como himnos en situaciones de movilidad social». La agrupación recibió un Grammy Latino como «Mejor álbum de rock» por Desde Rusia con amor ese año.
Ese mismo año, se estrenó el documental Gimme The Power, dirigido por Olallo Rubio, que documenta la historia de México en los últimos sexenios en que gobernó el Partido Revolucionario Institucional, y en donde aparecen los integrantes de Molotov opinando sobre la situación política del país poco antes de las elecciones presidenciales de 2012.
En febrero de 2014 Molotov anunció su siguiente álbum, Agua maldita, y lanzaron el sencillo «Ánimo delincuencia» para promocionarlo. El disco se puso a la venta en junio de ese año. Para promover este material, realizaron una gira en Europa y América a mediados del año. El álbum encabezó los listados de ventas digitales en agosto. En septiembre, se presentó en la primera edición del Festival Somos América llevado a cabo en la ciudad de Toluca, México.

### 2018-2022:Unpluggedy «Quiten el trap»
Para el mundial de Rusia, el grupo fue contratado por la televisora TV Azteca y presentó su video del tema musical "Se vale sobar" (interpretado por la banda junto con el comentarista Christian Martinoli), que fue utilizado como tema en todos los programas y contenidos de Azteca 7, "El Canal del Mundial" para el evento mundialista.Tanto en el vídeo como la canción, hacen aparición tanto a los músicos integrantes de la agrupación, como a los seleccionados nacionales, entre ellos "Chicharito" Hernández, Miguel Layún, Andrés Guardado, Héctor Herrera y Oribe Peralta. También aparecen los comentaristas Cristian Martinoli (que también participa en la canción), Luis García, Tania Rincón, Jorge Campos, David Medrano, Inés Sainz, Luis Roberto Alves "Zague", Carlos Guerrero, Antonio Rosique, entre otros, así como por los comediantes Freddy y Germán Ortega, los "Mascabrothers", además de Facundo y El Capi Pérez.
La banda fue invitada a varios programas de la televisora, como La Resolana y Los Protagonistas, además de un concierto desde Rusia que fue transmitido a través de Azteca 7 el viernes 22 de junio a las 8:30 p. m., censurado, ya que se transmitió en TV Abierta y otros conciertos fueron emitidos.
El jueves 12 de abril de 2018, Molotov grabó un recital acústico transmitido en por la cadena televisiva MTV Latinoamérica. Este fue publicado el 24 de agosto de 2018 con el nombre de MTV Unplugged: El Desconecte, el segundo álbum en vivo y el octavo álbum de la banda. De este álbum, se desprendieron algunos sencillos, como «Gimme the Power», «Frijolero» y el inédito «Dreamers».
El álbum se caracteriza por la variedad de instrumentos musicales acústicos para la ejecución de las canciones. Asimismo, existe una interacción de ritmos variados. Los integrantes de la banda intercambian sus instrumentos a lo largo del recital, incluido el beatboxing de Randy Ebright para algunas de las canciones del álbum. En este álbum, está incluida la participación de Anita Tijoux y Djordje Stijepovic
El domingo 23 de agosto del 2020, Molotov toca en este único y original concierto, la mayoría de sus canciones de su álbum de estudio: Con todo respeto, además de varias canciones que tenían años sin tocar. Fue de paga, sin público ya que en ese tiempo, no se permitían conciertos con gente, pues se tenía que realizar acciones y medidas como esta para evitar contagios del COVID-19, una pandemia, además se caracteriza que este concierto ya no se va a repetir.
Aunque faltaron canciones, como Mi Agüela, Dadada, Me Vale Vergara, entre otras, este concierto fue aceptado por los fanes, se transmitió por medio de internet y duró aproximadamente 95 minutos (1 hora con 35 minutos).
El jueves 22 de septiembre a las 7:00 p. m. (hora de la CDMX), se estrenó el sencillo "Quiten el Trap", grabado el 19 de agosto, mismo que se presenta como una crítica ácida y satírica subida de tono a los géneros populares de la última década de 2010 a 2022, tales como el reguetón, trap latino y otros géneros que también son mencionados de manera indirecta como los narcocorridos, Rock de México y algunos géneros asociados al Regional Mexicano como por ejemplo música norteña y demás. Esto por qué dichos géneros son totalmente populares entre la población joven de 18 a 35 años, y que en el diario acontecer son escuchados por gente de todos estratos sociales latinoamericanos.
Finalmente el video tuvo reacciones divididas en redes sociales, por un lado hay quiénes apoyan la postura de la canción de Molotov, puesto que se piensa qué es una decadencia de la escena musical latinoamericana que ha dejado el género criticado en la canción y por otro, hay quiénes no apoyan dicha postura debido a que tachan a la gente como "chavorrucos" o que el tiempo de dichas generaciones ya terminó. Mismas reacciones también han detonado memes y críticas diversas.
El actor Alfredo Adame también mostró su postura en contra de la canción como tal.
Durante una presentación durante el Festival Renace, tuvieron un altercado con la banda chilena Los Miserables.

### 2023-presente:Sólo D’Lira
En marzo de 2023, anunciaron que su nuevo trabajo de estudio: Sólo D’Lira, saldría a la venta el 30 de abril. El mismo día del lanzamiento (26 de abril), fue publicado el sencillo "Money in the Bank", el cual cuenta con la colaboración del rapero argentino WOS.

## Integrantes

### Integrantes actuales
- Tito Fuentes (guitarra, voz, bajo y batería) - (1995 - presente)
- Micky Huidobro (bajo, voz, batería y guitarra) - (1995 - presente)
- Paco Ayala (bajo, voz, guitarra y batería) - (1996 - presente)
- Randy Ebright (batería, voz, guitarra y bajo) - (1996 - presente)

### Exintegrantes
- Jay de la Cueva (bajo y voz) - (1995 - 1996)
- Iván Jared Moreno «La Quesadillera» (batería) - (1995)

### Integrantes de apoyo en conciertos
- Jay de la Cueva (guitarra y voz) - (2025-presente)
- Iván Jared Moreno «La Quesadillera» (batería) - (2025-presente)
- Paco Huidobro (guitarra) - (1997-2000) (2004-2006) (2010-presente)
- Gerardo Rodríguez (percusión) - (1997-2000)
- Gustavo Santaolalla (guitarra) - (1995-1997)

## Discografía
Álbumes de estudio
- 1997: ¿Dónde jugarán las niñas?
- 1999: Apocalypshit
- 2003: Dance and dense denso
- 2004: Con todo respeto
- 2007: Eternamiente
- 2014: Agua maldita
- 2023: Sólo D’Lira

## Colaboraciones y apariciones en otros álbumes
- 1997: Tributo a Queen Con la canción "Rap, Soda y Bohemia"
- 1998: El Gran Golpe (Banda Sonora) Con la canción "Voto Latino"
- 1998: Un Tributo (a José José) Con la canción "Payaso"
- 1999: Tributo a Sandro Con la canción "Mi Amigo el Puma"
- 1999: Todo el poder (Banda Sonora) Con la canción "La Tira"
- 2001: The Fast and the Furious (película de 2001) (Banda Sonora) Con la canción "Polkas Palabras"
- 2001: Y tu mamá también (Banda Sonora) Junto Con Dub Pistols En la canción "Here Comes The Mayo"
- 2001: Atlético San Pancho (Banda Sonora) Con las canciónes "Just Want Meter Mi Gol" Y "Suspenso"
- 2001: El Más Grande Homenaje A Los Tigres Del Norte Con la canción "Ya Te Velé"
- 2003: S.W.A.T. (película) (Banda Sonora) Con la canción "S.W.A.T. T.S.O.L.P.P"
- 2004: Un Día Sin Mexicanos (Banda Sonora) Con la canción "Frijolero"
- 2004: Promedio Rojo (Banda Sonora) Con la canción "Here We Kum"
- 2005: Total Overdose (Banda Sonora) Con las canciónes "Que No Te Haga Bobo Jacobo", "Karmara", "Molotov Cocktail Party", "Matate Tete", "Step Off", "Cerdo", "No Manches Mi Vida", "Apocalypshit" y "El Mundo"
- 2005: Don de Dios (Banda Sonora) Con las canciónes "Gimme Tha Power" y "Matate Tete"
- 2006: Muchachitos De Porra Con la canción "Me Vale Vergara"
- 2008: Pilot (Breaking Bad) (Banda Sonora) Con la canción "Apocalypshit"
- 2009: Naco es Chido - La Verdadera Historia de Botellita de Jerez (Banda Sonora) Con la canción "El Adicto"
- 2009: Paradas continuas (Banda Sonora) Con la canción "Yofo"
- 2012: Rampart (Original Motion Picture Soundtrack) Con la canción "Parásito"
- 2012: El Santos vs. La Tetona Mendoza (Banda Sonora) Con la canción "Rastaman Dita". Y casi toda la música de fondo fue hecha por Tito Fuentes junto con Camilo Froideval
- 2012: Chances (álbum) Álbum De Illya Kuryaki and the Valderramas en la canción "Madafaka"
- 2017: Parásito (Re-Edit) Con Astros de Mendoza
- 2018: El César (serie de televisión) (Banda Sonora) Con la canción "Arre Caesar"
- 2019: Mayans M.C. (Banda Sonora) En el episodio "Cucaracha/K’uruch" con la canción "Gimme Tha Power"
- 2021: Far Cry 6 (Banda Sonora) Con la canción "Here We Kum"

### Recopilaciones y ediciones especiales
- 1997: ¿Dónde Jugarán Las Niñas? (Japanese Version) (Incluye 3 Bonus Track)
- 1998: Molomix (Vinyl) Incluye un Bonus Track Llamado "Molotovismos" Y no Incluye "El Carnal De Las Estrellas" ni "Rap, Soda Y Bohemia"
- 1999: Apocalypshit (Japanese Version) (Incluye 2 Bonus Track)
- 2005: Con todo respeto (Edición Limitada, CD+DVD)
- 2007: ¿Dónde Jugarán Las Niñas? (10th Anniversary)
- 2017: 2 en 1 (¿Dónde Jugarán Las Niñas? y Dance And Dense Denso)
- 2018: ¿Dónde Jugarán Las Niñas? (Vinilo)
- 2023: Sólo D’Lira (Deluxe)

### Bootlegs (no oficiales)
- 2000: Molochete - con Control Machete

## Giras musicales
- 1997 - 1998: Tour Dónde Jugarán las Niñas
- 1999 - 2002: Apocalypshit Tour
- 2003 - 2004: Dance and Dense Denso World Tour
- 2004 - 2007: Con Todo Respeto World Tour
- 2007 - 2014: Tour Eternamiente + Otros shows
- 2014 - 2020: Agua Re-Maldita Tour + Otros conciertos
- 2018 - 2020: El Desconectour
- 2021 - 2023: EstallaMolotov
- 2023: Solo D’Gira
- 2025: Molotov: TXXXR 30 Aniversario

## Premios y nominaciones
Premios Grammy
| Año  | Categoría                              | Trabajo nominado          | Resultado |
| ---- | -------------------------------------- | ------------------------- | --------- |
| 1998 | Mejor álbum de rock latino/alternativo | ¿Dónde jugarán las niñas? | Nominado  |
| 2004 | Mejor álbum de rock latino/alternativo | Dance and Dense Denso     | Nominado  |
| 2006 | Mejor álbum de rock latino/alternativo | Con todo respeto          | Nominado  |
| 2015 | Mejor álbum de rock latino/alternativo | Agua maldita              | Nominado  |

Premios Grammy Latino
| Año  | Categoría                          | Trabajo nominado          | Resultado |
| ---- | ---------------------------------- | ------------------------- | --------- |
| 2003 | Grabación del Año                  | Frijolero                 | Nominado  |
| 2003 | Mejor canción de rock              | Frijolero                 | Nominado  |
| 2003 | Mejor video musical                | Frijolero                 | Ganador   |
| 2003 | Mejor álbum vocal rock dúo o grupo | Dance and Dense Denso     | Nominado  |
| 2004 | Mejor canción rock                 | Here We Kum               | Nominado  |
| 2004 | Mejor canción rock                 | Hit Me                    | Nominado  |
| 2004 | Mejor video musical                | Hit Me                    | Nominado  |
| 2005 | Mejor álbum vocal rock dúo o grupo | Con todo respeto          | Ganador   |
| 2005 | Mejor video musical                | Amateur (Rock Me Amadeus) | Nominado  |
| 2008 | Mejor álbum vocal rock dúo o grupo | Eternamiente              | Ganador   |
| 2008 | Mejor canción rock                 | Yofo                      | Nominado  |
| 2008 | Mejor video musical versión corta  | Yofo                      | Nominado  |
| 2012 | Mejor álbum vocal rock dúo o grupo | Desde Rusia con Amor      | Ganador   |
| 2014 | Mejor álbum vocal rock dúo o grupo | Agua maldita              | Ganador   |
| 2023 | Mejor álbum de rock                | Sólo D’Lira               | Ganador   |

1. 1 2  Compartido con Jason Archer y Paul Beck (directores) y Kathee Schneider (productor).
2. ↑  Compartido con Rogelio Sikander (director) y The Maestros (productor).
3. ↑  Compartido con Rita Marimen (directora) y Andrés Martínez (productor).

 MTV Video Music Awards 
| Año  | Categoría                                                    | Trabajo nominado           | Resultado |
| ---- | ------------------------------------------------------------ | -------------------------- | --------- |
| 1998 | International Viewer's Choice Awards - Latinoamérica (Norte) | Gimme Tha Power            | Ganador   |
| 1998 | International Viewer's Choice Awards - Latinoamérica (Sur)   | Gimme Tha Power            | Ganador   |
| 1999 | International Viewer's Choice Awards - Latinoamérica (Norte) | El Carnal de las estrellas | Nominado  |
| 1999 | International Viewer's Choice Awards - Latinoamérica (Sur)   | El Carnal de las estrellas | Nominado  |

MTV Video Music Awards Latinoamérica 
| Año  | Categoría                 | Trabajo nominado          | Resultado |
| ---- | ------------------------- | ------------------------- | --------- |
| 2003 | Video del Año             | Frijolero                 | Ganador   |
| 2003 | Artista del Año           | Molotov                   | Nominado  |
| 2003 | Mejor Grupo o Dúo         | Molotov                   | Ganador   |
| 2003 | Mejor Artista Alternativo | Molotov                   | Ganador   |
| 2003 | Mejor Artista de México   | Molotov                   | Ganador   |
| 2004 | Video del Año             | Hit Me                    | Nominado  |
| 2005 | Video del Año             | Amateur (Rock Me Amadeus) | Nominado  |
| 2005 | Mejor Grupo o Dúo         | Molotov                   | Nominado  |
| 2005 | Mejor Artista Alternativo | Molotov                   | Nominado  |
| 2005 | Mejor Artista — Norte     | Molotov                   | Nominado  |
| 2008 | Mejor Artista Alternativo | Molotov                   | Nominado  |